# Alsen, North Dakota
Alsen, North Dakota (енгл. Alsen) град је у америчкој савезној држави Северна Дакота.

## Демографија
По попису из 2010. године број становника је 35, што је 33 (-48,5%) становника мање него 2000. године.
| Група             | 2000.      | 2010.       |
| Белци             | 66 (97,1%) | 35 (100,0%) |
| Афроамериканци    | 0 (0,0%)   | 0 (0,0%)    |
| Азијати           | 0 (0,0%)   | 0 (0,0%)    |
| Хиспаноамериканци | 1 (1,5%)   | 0 (0,0%)    |
| Укупно            | 68         | 35          |